# 羊木站
羊木站，位于中华人民共和国四川省广元市朝天区羊木镇，是兰渝铁路上的火车站，于2016年12月26日启用，由兰州铁路局管辖。本站是兰州局与成都局在兰渝线上的局界站。

## 車站周邊
- 中国邮政储蓄银行羊木镇营业所
- 广元市人民医院羊木医疗技术辅导医院
- 广元市朝区羊木农村信用合作社
- 羊木汽车站
- 羊木镇人民政府

## 歷史
- 2016年12月26日正式启用。

## 外部連結
- 中国铁路客户服务中心 （页面存档备份，存于）